# Elíasdóttir
Elíasdóttir ist ein isländischer Name.

## Bedeutung
Der Name ist ein Patronym und bedeutet Tochter des Elías. Die männliche Entsprechung ist Elíasson (Sohn des Elías).

## Namensträgerinnen
- Albertína Friðbjörg Elíasdóttir (* 1980), isländische Politikerin
- Elín Þóra Elíasdóttir (* 1992), isländische Badmintonspielerin
- Elísa Elíasdóttir (* 2004), isländische Handballspielerin